# Klimatologia
Klimatologia – dział geografii fizycznej, nauka o klimacie.
Zajmuje się następującymi zagadnieniami:
- procesy klimatotwórcze,
- wpływ czynników geograficznych na przebieg tych procesów,
- opisywanie i klasyfikacja klimatów kuli ziemskiej,